# Ciclismo nos Jogos Olímpicos de Verão de 2016 - Estrada contra o relógio masculino
A prova de estrada contra o relógio masculino do ciclismo nos Jogos Olímpicos de Verão de 2016 foi disputada em 10 de agosto com largada e chegada na Praia do Pontal com um percurso de 54,56 km.

## Calendário
Horário local (UTC-3)
| Dia          | Horário | Fase      |
| ------------ | ------- | --------- |
| 10 de agosto | 10:00   | Largada   |
| 10 de agosto | 13:15   | Cerimônia |

## Medalhistas
| Ouro   | SUI Fabian Cancellara |
| Prata  | NED Tom Dumoulin      |
| Bronze | GBR Chris Froome      |

## Resultados

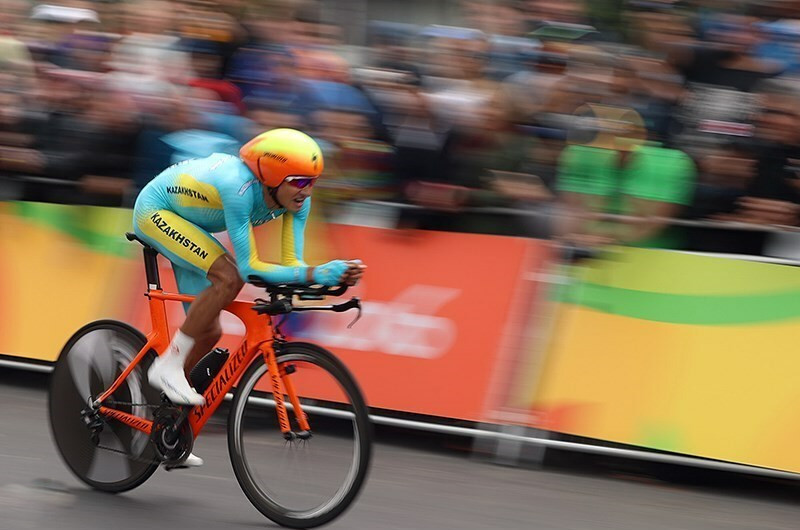
Andrey Zeits, do Cazaquistão, finalizou na 24ª posição após a tomada de tempo.

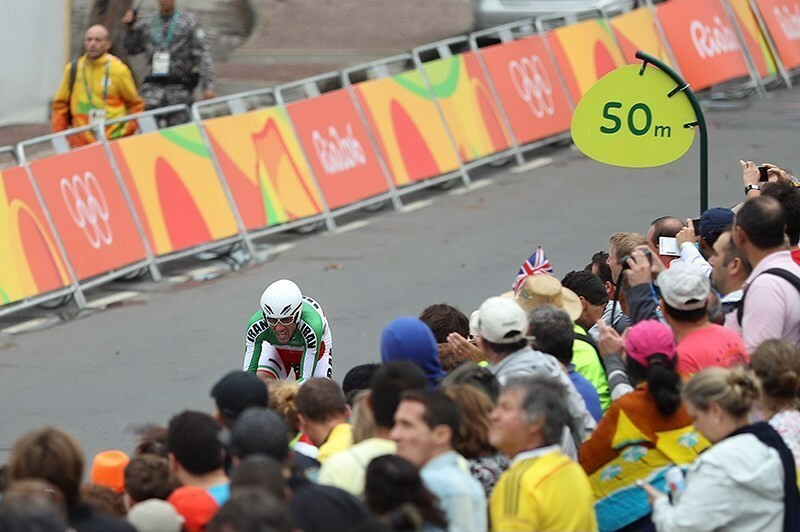
Iraniano Ghader Mizbani durante sua prova, onde terminou em 31º lugar.

| Pos.              | No. | Ciclista                | CON                 | Tempo      |
| ----------------- | --- | ----------------------- | ------------------- | ---------- |
| Medalha de ouro   | 5   | Fabian Cancellara       | SUI Suíça           | 1:12:15.42 |
| Medalha de prata  | 2   | Tom Dumoulin            | NED Países Baixos   | 1:13:02.83 |
| Medalha de bronze | 1   | Chris Froome            | GBR Grã-Bretanha    | 1:13:17.54 |
| 4                 | 13  | Jonathan Castroviejo    | ESP Espanha         | 1:13:21.50 |
| 5                 | 8   | Rohan Dennis            | AUS Austrália       | 1:13:25.66 |
| 6                 | 11  | Maciej Bodnar           | POL Polônia         | 1:14:05.89 |
| 7                 | 9   | Nelson Oliveira         | POR Portugal        | 1:14:15.27 |
| 8                 | 7   | Ion Izagirre            | ESP Espanha         | 1:14:21.59 |
| 9                 | 16  | Geraint Thomas          | GBR Grã-Bretanha    | 1:14:52.85 |
| 10                | 14  | Primož Roglič           | SLO Eslovênia       | 1:14:55.16 |
| 11                | 21  | Leopold König           | CZE República Checa | 1:15:23.64 |
| 12                | 4   | Tony Martin             | GER Alemanha        | 1:15:33.75 |
| 13                | 25  | Simon Geschke           | GER Alemanha        | 1:15:49.88 |
| 14                | 20  | Michał Kwiatkowski      | POL Polônia         | 1:15:55.49 |
| 15                | 10  | Jan Bárta               | CZE República Checa | 1:15:56.91 |
| 16                | 28  | Georg Preidler          | AUT Áustria         | 1:16:02.36 |
| 17                | 3   | Vasil Kiryienka         | BLR Bielorrússia    | 1:16:05.70 |
| 18                | 26  | Andriy Hrivko           | UKR Ucrânia         | 1:16:33.24 |
| 19                | 29  | Christopher Juul-Jensen | DEN Dinamarca       | 1:16:49.62 |
| 20                | 19  | Tim Wellens             | BEL Bélgica         | 1:16:49.71 |
| 21                | 17  | Hugo Houle              | CAN Canadá          | 1:17:02.04 |
| 22                | 6   | Taylor Phinney          | USA Estados Unidos  | 1:17:25.31 |
| 23                | 24  | Brent Bookwalter        | USA Estados Unidos  | 1:17:57.61 |
| 24                | 23  | Andrey Zeits            | KAZ Cazaquistão     | 1:18:47.63 |
| 25                | 12  | Kanstantsin Sivtsov     | BLR Bielorrússia    | 1:18:58.75 |
| 26                | 30  | Eduardo Sepúlveda       | ARG Argentina       | 1:19:07.84 |
| 27                | 22  | Damiano Caruso          | ITA Itália          | 1:19:46.53 |
| 28                | 31  | Pavel Kochetkov         | RUS Rússia          | 1:20:07.59 |
| 29                | 27  | Alexis Vuillermoz       | FRA França          | 1:20:43.87 |
| 30                | 18  | Edvald Boasson Hagen    | NOR Noruega         | 1:21:12.35 |
| 31                | 34  | Ghader Mizbani          | IRI Irã             | 1:21:39.45 |
| 32                | 15  | Julian Alaphilippe      | FRA França          | 1:24:39.99 |
| 33                | 33  | Mouhssine Lahsaini      | MAR Marrocos        | 1:25:11.72 |
| 34                | 35  | Ahmet Örken             | TUR Turquia         | 1:27:37.41 |
| 35                | 37  | Dan Craven              | NAM Namíbia         | 1:27:47.93 |
| —                 | 32  | Jonathan Monsalve       | VEN Venezuela       | DNS        |
| —                 | 36  | Youcef Reguigui         | ALG Argélia         | DNS        |